# Folkets Store Hal
Folkets Store Hal (Kinesisk:人民大会堂 Pinyin:Rénmín Dàhùitáng) er en bygning på den vestlige side af Den Himmelske Freds Plads, Beijing, Folkerepublikken Kina. Den bruges, når den lovgivende forsamling mødes og ved statsbesøg og andre større officielle begivenheder. Dog laves det daglige regeringsarbejde i komplekset Zhongnanhai.
Den er en af de ti store bygninger, som blev bygget i Beijing i anledning af tiårsjubilæet for proklamationen af Folkerepublikken Kina og blev bygget på 10 måneder af frivillige fra 1958 til 1959. Den har et gulvareal på mere end 170.000 m² og har 300 rum. Der er møderum, der har navn efter Kinas forskellige områder og er møbleret efter områdets stil. Den Nationale Folkekongres mødes årligt i det 10.000 sæder store auditorium, og Den Stående Komité mødes i et andet rum.
39°54′12″N 116°23′15″Ø / 39.90333°N 116.38750°Ø